# Fairfax County
Fairfax County är ett administrativt område (county) i delstaten Virginia, USA, med 1 081 726 invånare. Den administrativa huvudorten (county seat) är Fairfax, en stad som ligger som en enklav i countyt och i sig inte ingår i det.

## Geografi
Enligt United States Census Bureau har countyt en total area på 1 053 km². 1 023 km² av den arean är land och 30 km² är vatten.    

### Angränsande countyn
- Loudoun County - nordväst
- Prince William County - sydväst
- Charles County, Maryland - syd
- Arlington County - öst
- Prince George's County, Maryland - sydost
- Montgomery County, Maryland - nord

### Angränsande oberoende städer (independent cities)
- Alexandria, Virginia
- Falls Church, Virginia
- Fairfax, Virginia